# Chalets Spont

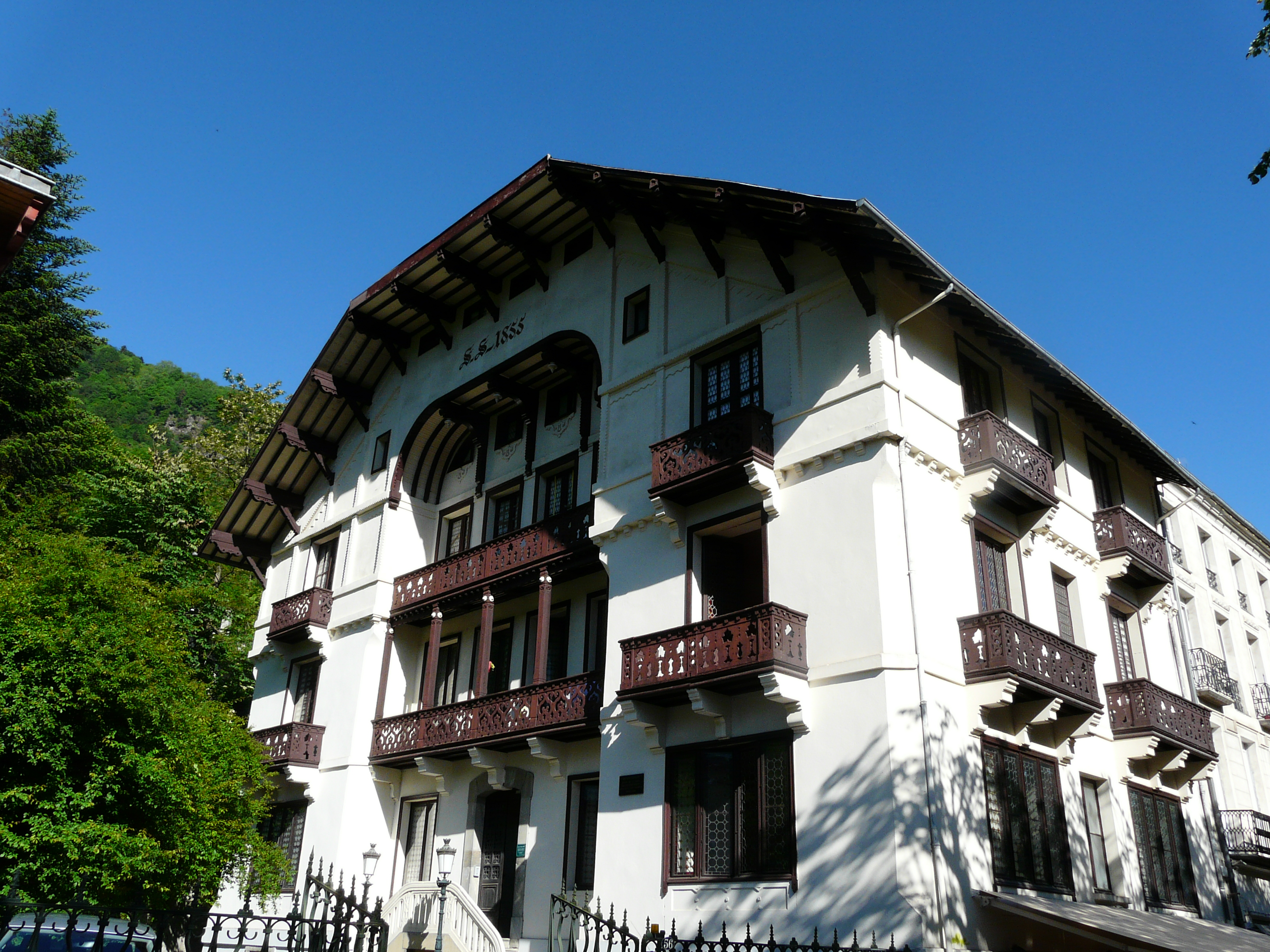
Chalets Spont in Bagnères-de-Luchon

Die Chalets Spont in Bagnères-de-Luchon, einer französischen Gemeinde im Département Haute-Garonne der Region Okzitanien, wurden von 1848 bis 1855 errichtet. Im Jahr 1993 wurde die Anlage, bestehend aus drei Chalets an der Allées d’Etigny Nr. 56, als Monument historique klassifiziert.
Die Gebäude, die für die Arztfamilie Spont errichtet wurden, sind von der Schweizer Alpenarchitektur beeinflusst. Sie gehören zu den ersten Ferienwohnungen, die den Kurgästen in Bagnères-de-Luchon angeboten wurden.